# Giosuè Stucchi
Giosuè Stucchi (Bellusco, 13 marzo 1931 – Roma, 10 maggio 2021) è stato un calciatore e allenatore di calcio italiano, di ruolo difensore.

## Caratteristiche tecniche
Giocava come terzino.

## Carriera
Cresciuto nel Vigevano, giocò poi otto campionati in Serie A con Udinese e Roma dal 1953 al 1961, esordì in Serie A il 6 dicembre 1953 a Milano nella partita Internazionale-Udinese (0-2). Con i giallorossi disputò 159 partite e realizzò 2 reti nella massima serie. Disputò nel Brescia in Serie B la stagione 1961-1962, con 17 presenze.

## Palmarès

### Giocatore

#### Competizioni nazionali
- Serie C: 1

Vigevano: 1951-1952
Competizioni internazionali
Modifica
```
Coppa delle Fiere: 1
```

Roma: 1960-1961